# Bodianus reticulatus

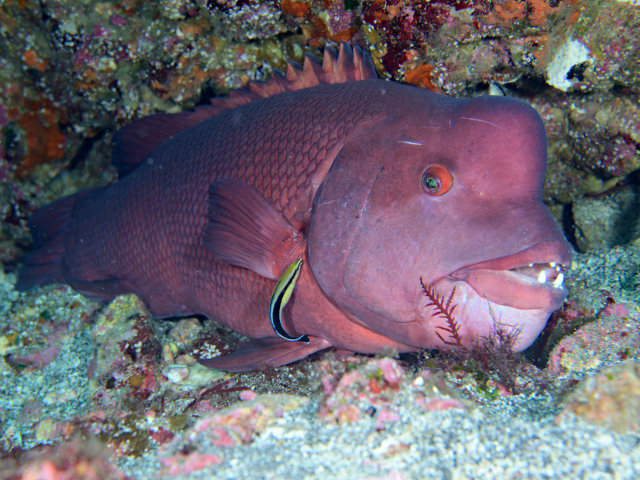
Detail des Kopfes eines erwachsenen Männchens. Neben der Kieme befindet sich ein Putzerlippfisch (Labroides sp.)

Bodianus reticulatus, umgangssprachlich auch Asiatischer Schafskopf-Lippfisch genannt, ist eine im Pazifischen Ozean vorkommende Fischart aus der Familie der Lippfische (Labridae). In Japan wird der Fisch Kobudai (jap. コブダイ) genannt.

## Taxonomie
Bis zum Jahr 2016 wurde die Art der Gattung Semicossyphus zugerechnet. Molekular-phylogenetische Untersuchungen ergaben, dass eine nähere Verwandtschaft zur Gattung Bodianus besteht, weshalb sie dort eingegliedert wurde.

## Merkmale
Ausgewachsene Individuen von Bodianus reticulatus erreichen bei den Männchen eine maximale Länge von einem Meter und ein Gewicht von 14,7 Kilogramm. Die Farbe der erwachsenen Fische variiert von cremig über verschiedene rötliche Tönungen bis zu dunkelbraun. Auffällig bei den Männchen ist ein markanter ballonartiger Höcker auf der Stirn, der unbeschuppt ist. Auch der Unterkiefer ist unbeschuppt und ballonartig aufgebläht. Den Weibchen fehlen diese Merkmale. Die Fische sind einschließlich der Flossen einfarbig. Im Maul befinden sich vorne kräftige Zähne, die sich hervorragend zum Aufbrechen der harten Panzer von Krebstieren eignen. Wie bei vielen Lippfischarten entwickeln sich die Fische bei Erreichen der Geschlechtsreife zunächst zu Weibchen und wechseln im Lauf des Lebens das Geschlecht. Die Geschlechtsumwandlung findet jedoch nicht bei allen Fischen statt. Wenn sie einmal stattgefunden hat, ist eine Umkehr nicht mehr möglich.
Jungfische unterscheiden sich wesentlich von den erwachsenen Tieren. Sehr junge Fische haben eine kräftige rote Farbe. Das Maul ist gelblich. Über die Körpermitte zieht sich ein weißer Längsstrich. Die Flossen sind schwarz gefüllt. Halberwachsene Fische sind einfarbig hellgrau und zeigen einen blassen weißen Längsstreifen.

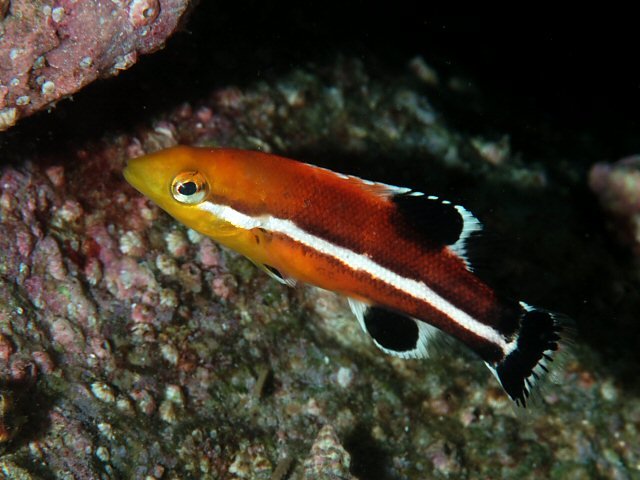
Sehr junger Fisch
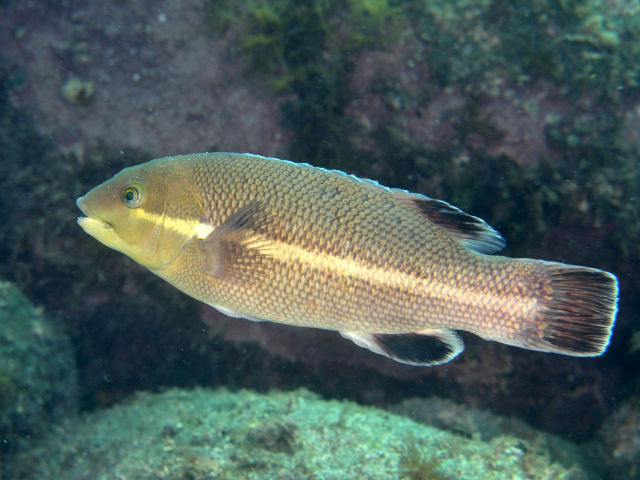
Halberwachsener Fisch
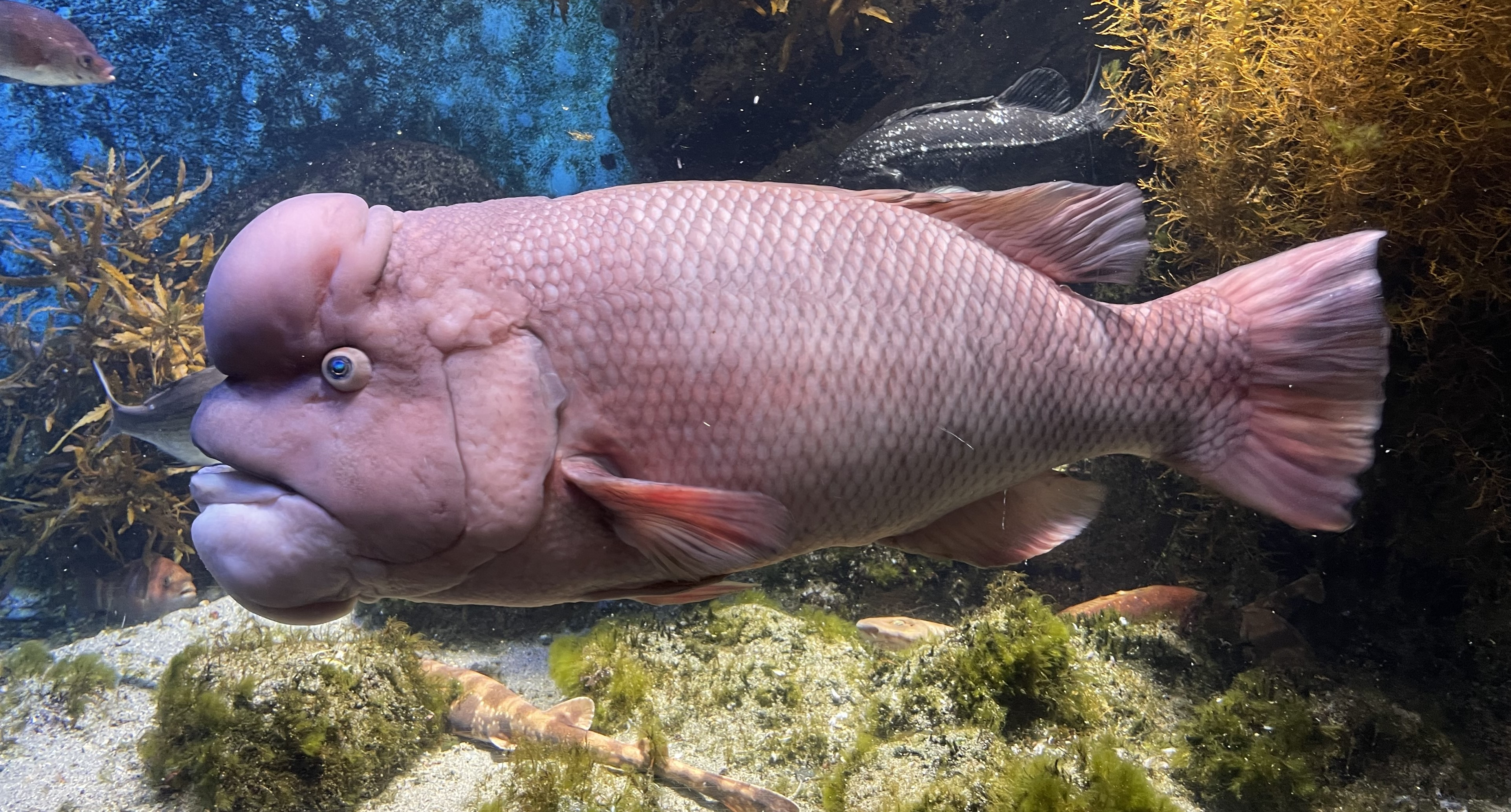
Erwachsenes Männchen

## Verbreitung und Lebensraum
Bodianus reticulatus ist im westlichen Pazifischen Ozean weit verbreitet. Sein Hauptlebensraum erstreckt sich entlang der Pazifikküsten Japans, Chinas und Koreas. Der Fisch bevorzugt felsige Riffgebiete und Ränder von Korallenriffen und lebt typischerweise in flachen Gewässerzonen.

## Lebensweise
In seinem felsigen Lebensraum findet Bodianus reticulatus Spalten und Höhlen, die er gerne als Verstecke nutzt. Der Fisch ernährt sich in erster Linie von bodenbewohnenden hartschaligen Wirbellosen, beispielsweise von Muscheln, Turbanschnecken, Krebstieren und Seeigeln. Mit seinem kräftigen Zähnen kann er die harte Panzerung seiner Beute leicht aufbrechen. Kleine Fische werden gelegentlich ebenfalls gefressen.

## Bodianus reticulatusund Mensch
Aufgrund seiner Größe eignet sich Bodianus reticulatus nicht für die Haltung in privaten Aquarien. Er wird jedoch in einigen Schauaquarien, im Besonderen in Japan gehalten.
Der Fisch ist eine begehrte Delikatesse in der japanischen Küche, wo er sowohl als Sashimi als auch gegrillt serviert wird. Er hat weißes, festes Fleisch mit einem fetthaltigen Anteil. Da der Fisch relativ selten gefangen wird, wird er meist nur zu festlichen Anlässen oder in exklusiven Restaurants zubereitet.
Eine außergewöhnliche Freundschaft zwischen einem japanischen Taucher und einem Männchen von Bodianus reticulatus erstreckte sich über einen Zeitraum von mehr als 25 Jahren. Der Fisch erschien stets nach der Erzeugung eines unter Wasser erzeugten metallischen Klangs und ließ sich vom Taucher füttern und berühren.

## Bestand und Gefährdung
Es gibt Anzeichen, dass Bodianus reticulatus im Rückgang begriffen ist. Zu den Gründen zählen Fischereipraktiken wie Schleppnetzfischerei, Umweltverschmutzung sowie Lebensraumzerstörung. Von der Weltnaturschutzorganisation IUCN wird Bodianus reticulatus mit „Data Deficient = Mangel an Daten“ geführt, was bedeutet, dass sie den Zustand dieser Art aufgrund fehlender Angaben als unbestimmt ansieht.